# Taishi Tsunada
Taishi Tsunada (綱田 大志 Tsunada Taishi?, nacido el 5 de abril de 1984 en Nagasaki) es un futbolista japonés que se desempeña como centrocampista.

## Trayectoria

### Clubes
| Club              | País  | Año         |
| ----------------- | ----- | ----------- |
| Kamatamare Sanuki | Japón | 2007 - 2017 |

## Estadística de carrera

### J. League
| Club              | Año   | J. League | J. League | Copa J. League | Copa J. League | Total | Total |
| Club              | Año   | Part.     | Goles     | Part.          | Goles          | Part. | Goles |
| ----------------- | ----- | --------- | --------- | -------------- | -------------- | ----- | ----- |
| Kamatamare Sanuki | 2014  | 14        | 0         | -              | -              | 14    | 0     |
| Kamatamare Sanuki | 2015  | 13        | 0         | -              | -              | 13    | 0     |
| Kamatamare Sanuki | 2016  | 11        | 0         | -              | -              | 11    | 0     |
| Kamatamare Sanuki | 2017  | 6         | 0         | -              | -              | 6     | 0     |
| Total             | Total | 44        | 0         | 0              | 0              | 44    | 0     |